# Operador integral
En matemáticas, un operador integral (también operador núcleo u operador kernel) es un operador lineal definido usando una integral paramétrica en algunos espacios funcionales. La imagen de una función generada por tal operador es por lo tanto otra función, cuyo dominio puede ser muy diferente.
Dichos operadores constituyen objetos fundamentales en el análisis funcional, donde permiten en particular transformar una ecuación para obtener una expresión a priori más fácil de resolver. Los primeros ejemplos son la convolución y las transformadas de Fourier o de Laplace, de ahí el nombre también empleado en ocasiones de transformación integral.

## Definición
La forma general de un operador integral viene dada por la siguiente expresión:
en la que la función K se denomina el núcleo del operador.
En muchos ejemplos comunes, el dominio de integración A es un intervalo real y la medida asociada es la medida de Lebesgue.

### Formas de núcleo especiales
- Se dice que un núcleo K es separable o degenerado si se puede escribir en la forma {\displaystyle K(x,t)=\sum _{i=1}^{p}a_{i}(x)b_{i}(t)} con funciones {\displaystyle (a_{i})} independientes.
- Se dice que un núcleo de valor complejo K es simétrico o hermítico si verifica que
{\displaystyle \forall x,t,\ K(x,t)={\overline {K(t,x)}}.}
- Un núcleo o kernel K se llama núcleo de Convolución si tiene la forma

{\displaystyle K(x,t)=k(x-t).}
- Se dice que un núcleo K es regular si satisface que

{\displaystyle \iint K(x,t)\mathrm {d} x\mathrm {d} t<+\infty .}
- Si un núcleo K tiene la forma, para una función h acotada,{\displaystyle K(x,t)={\frac {h(x,t)}{|x-t|^{m}}},\ m\in \left]0,1\right[,}, entonces se dice que la ecuación integral es débilmente singular. Para h constante, se genera la ecuación integral de Abel.
- Un núcleo K se denomina núcleo de Cauchy si tiene la forma {\displaystyle K(x,t)={\frac {h(x,t)}{x-t}}}, que aparece en la definición de valor principal de Cauchy.

## Aplicaciones
Los operadores integrales están involucrados en los fenómenos de difusión donde clásicamente se presentan ecuaciones integrales. La existencia y la unicidad de las soluciones encuentran solución con la alternativa de Fredholm cuando esta última es aplicable, es decir cuando el operador es compacto.
En un gran número de casos en la práctica, ya existe un estudio completo del análisis espectral del operador.
Ocurre que tal operador admite un inverso multiplicativo que también es un operador integral. El núcleo de este último se denomina núcleo inverso.